# Амфибия (часы)
Амфи́бия — марка механических наручных часов повышенной водонепроницаемости производства Чистопольского часового завода «Восток».

## История
Часы были разработаны в 1967 году Михаилом Фёдоровичем Новиковым и Верой Фёдоровной Беловой. Название выбрали в честь амфибии — существа, комфортно чувствующего себя и в воде, и на суше. По заказу ВМФ СССР в 1967 году завод «Восток» начал выпуск наручных водолазных часов НВЧ-30, эта модификация часов «Амфибия» допускала нормальную работу при погружении на глубину в 200 метров, часы успешно прошли испытания во время учений флота на Северном море.

## Технические характеристики

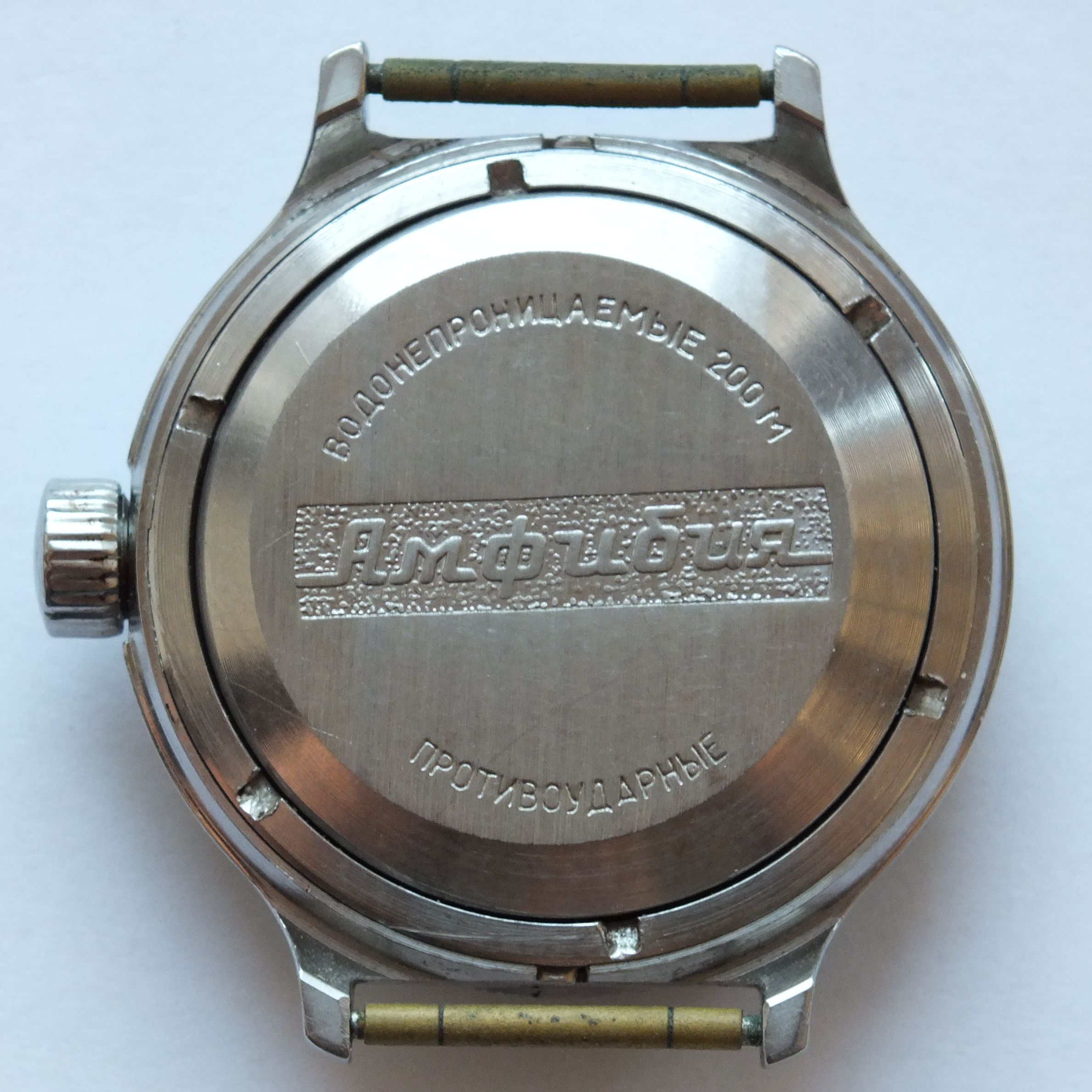
Часы «Восток-Амфибия», крышка.

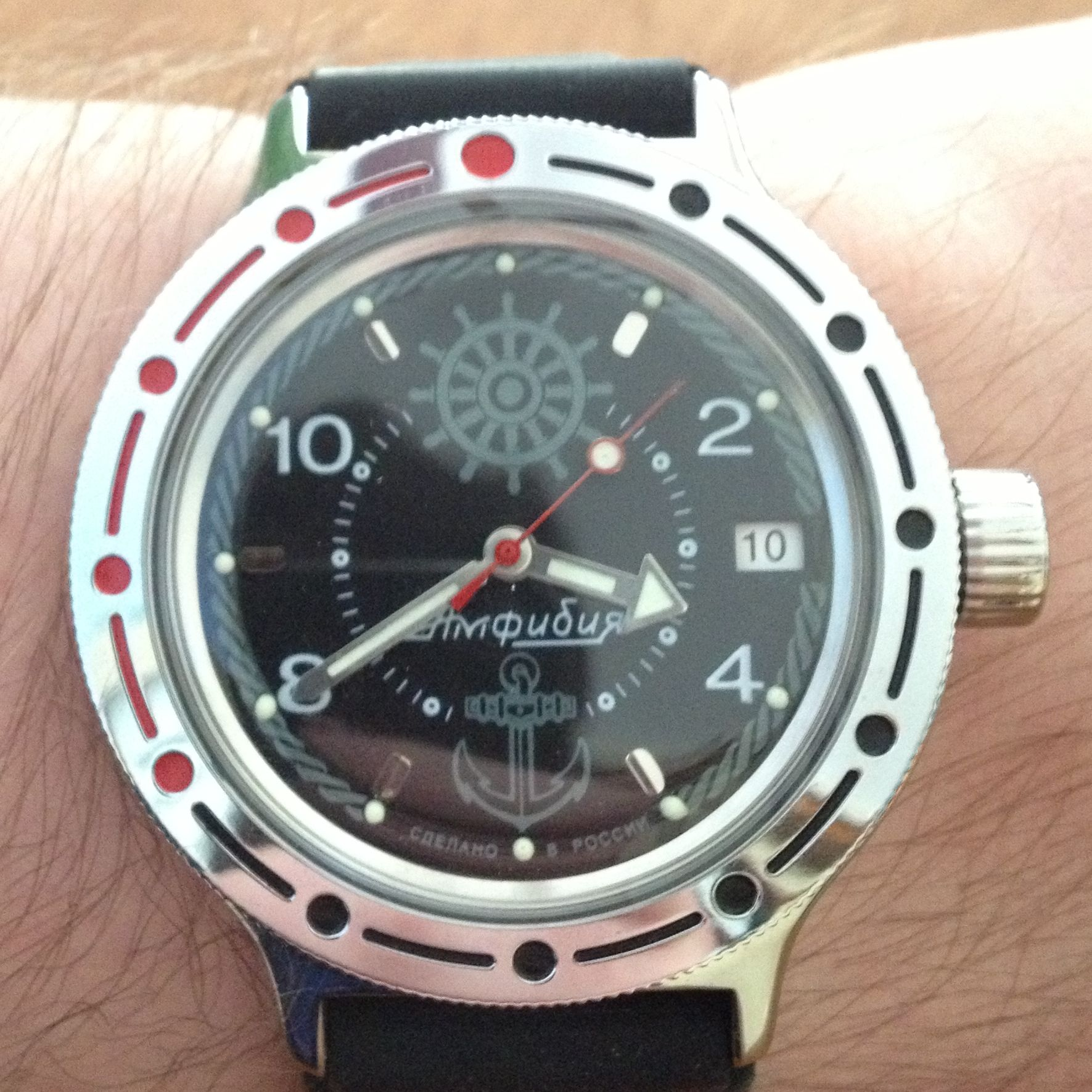
Часы «Восток-Амфибия» с одинарным календарём.

Часы «Амфибия» выпускаются с несколькими типами механизмов: без календаря, с календарём, с автоподзаводом. Стрелки и метки на циферблате светящиеся, на ранних моделях — постоянная тритиевая подсветка, поздние модели — непродолжительное люминесцентное свечение после предварительной засветки.
Корпус изготовлен из нержавеющей стали. Противоударные, антимагнитные.
Максимальная глубина погружения в воду достигает 200 м, часы способны выдержать внешнее давление до 20 атмосфер.
В 2007 году заводом была выпущена серия так называемых «Новых амфибий», для которых был придуман самостоятельный бренд — Amfibia с водонепроницаемостью также до 200 м. Было выпущено 5 вариантов корпусов — Amfibia Reef, Amfibia Scuba (с внутренним безелем и двумя заводными головками), Amfibia Seaman, Amfibia Red Sea и Amfibia Black Sea. На часах этой серии было применено минеральное стекло, подпружиненная заводная головка, однонаправленный безель со щелчками. 
В 2017 году завод начал выпускать второе издание серии Amfibia с переработанным дизайном, но в четырёх вариантах (Amfibia Reef, Amfibia Scuba, Amfibia Red Sea, Amfibia Black Sea).
С 2015 года завод начал выпуск женских «Амфибий» на механизме с ручным заводом. 
Производство классических амфибий завод продолжает до сих пор.
Механизмы, устанавливаемые в часы «Амфибия» всех видов — собственного производства, все калибром 24 мм: 2409, 2415, 2416, 2426, 2431, 2432, 2435.